# Mark Evans (bassist)

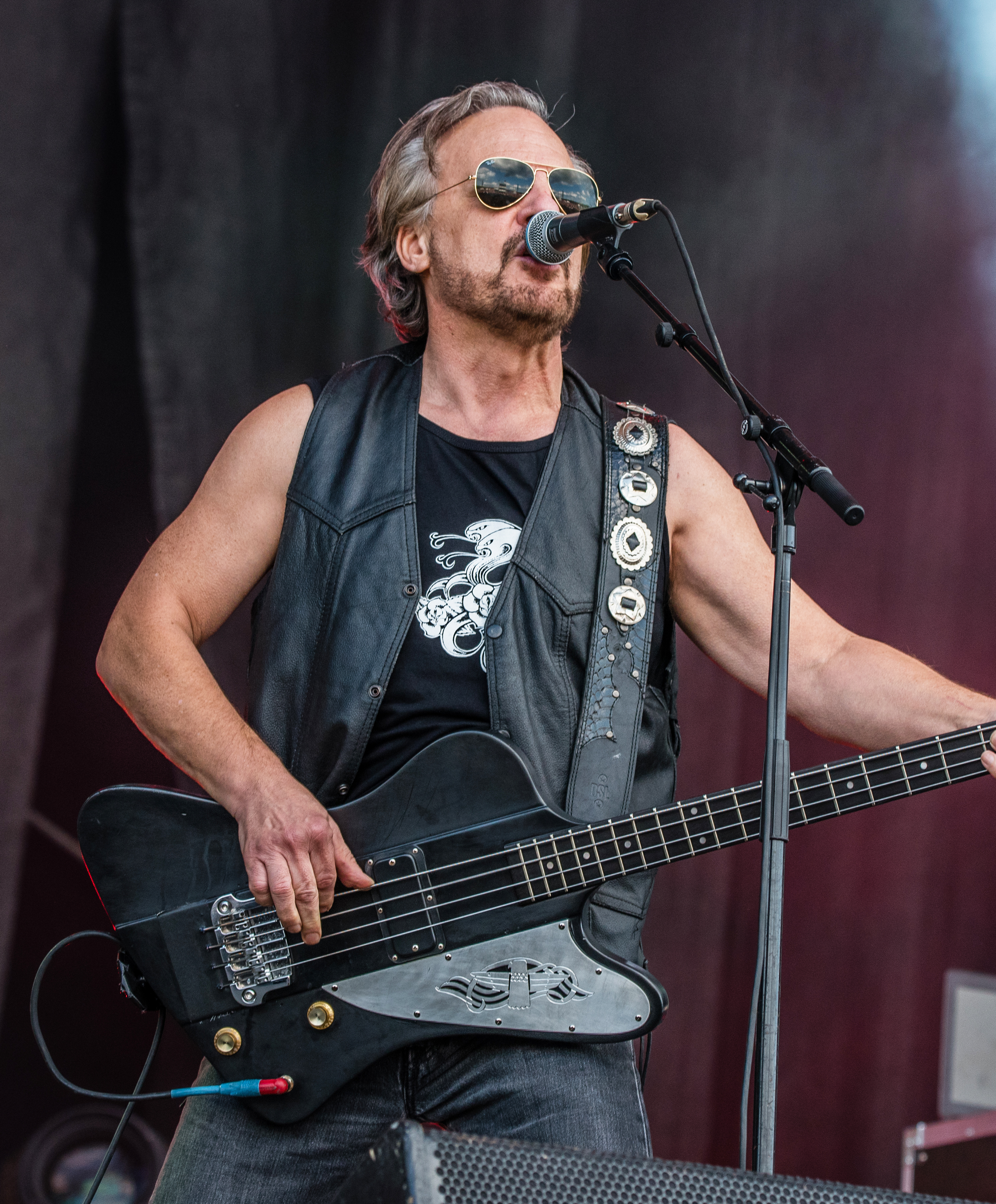
Mark Evans in 2018

Mark Whitmore Evans (Melbourne, 2 maart 1956) is een Australisch bassist. Hij speelde van 1975 tot 1977 bas bij AC/DC. 
Mark Evans (overigens geen familie van de oorspronkelijke zanger Dave Evans) kwam in 1975 bij AC/DC. Evans werd in 1977 na een meningsverschil met Angus Young ontslagen. Hij keerde terug naar Australië en speelde nadien onder andere in de groepen Finch, Contraband en Heaven. Verder werkte hij samen met de zanger van de band Buffalo, Dave Tice.
In 2018 tourt Mark met de Australische rockband Rose Tattoo.
Evans speelt mee op de volgende AC/DC-albums:
- T.N.T. (1975);
- Dirty deeds done dirt cheap (1976);
- Let there be rock (1977).

Angus Young · Malcolm Young · Cliff Williams · Brian Johnson · Phil Rudd

Bon Scott · Dave Evans · Peter Clack · Rob Bailey · Simon Wright · Chris Slade · Mark Evans
- Gemeinsame Normdatei: 1022494252
- International Standard Name Identifier: 0000 0003 7202 4979
- Library of Congress Control Number: no2012001848
- MusicBrainz: 6d3da6cf-d443-4ebc-9eac-98456bc2def3
- Virtual International Authority File: 228084921
- WorldCat: E39PBJyrRRqjWJ8MBGcFgJkdQq